# 中国社会科学院历史理论研究所
中国社会科学院历史理论研究所，加挂中国历史研究院历史理论研究所牌子，是中华人民共和国的一家历史理论研究机构，成立于2019年，是中国社会科学院的直属研究单位。